# Robert Dewar
Robert Berriedale Keith Dewar (* 21. Juni 1945 in Oxford; † 30. Juni 2015) war ein US-amerikanischer Informatiker.

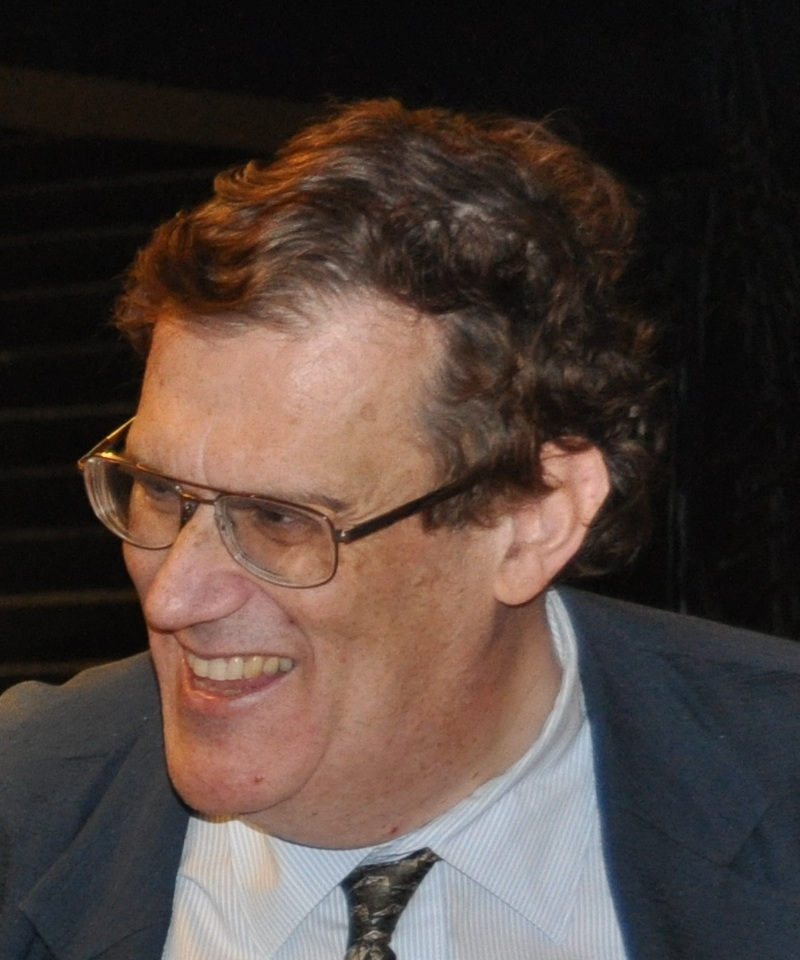
Robert Dewar

## Biographie
Er wurde als Sohn von Michael J. S. Dewar und dessen Gattin Mary geboren. Diese wanderten 1959 in die USA aus.
1964 machte der den Bachelorabschluss an der University of Chicago, und 1968 dort den Ph.D. Im gleichen Jahr wurde er Assistenzprofessor am Illinois Institute of Technology. 1975 ging er an die New York University, wo er von 1976 bis 2005 Professor für Informatik war. In dieser Zeit steuerte er Beiträge zu SNOBOL4, Ada und SETL bei. 1994–97 war er zugleich außerordentlicher Professor am Courant Institute of Mathematical Sciences of New York University. 1994 war er Mitgründer einer Softwarefirma, wo er bis zu seinem Tod Chief Executive Officer war.
Er war mit Karin Anderson verheiratet, mit der er zwei Kinder hatte.